# Наталија Санчез (глумица)
Наталија Санчез Молина (шп. Natalia Sánchez Molina; Севиља, 27. март 1990) је шпанска глумица и певачица, позната по улози Марије Тересе „Тете” Капдевила у серији Серанови и као чланица групе Санта Хуста Клан. Рођена је 27. марта 1990. године у Севиљи, у шпанској области Андалузија.

## Биографија

### Глумица
Своје деби остварила је 2001. године у филму Клара и Елена. Пре него што је добила улогу Тете у серији Серанови, имала је мање улоге у серијама Compañeros и Periodistas, 2002. године. Ипак, постала је једна од најпознатијих младих глумица у Шпанији улогом у серији Серанови, 2003. године. Играјући тинејџерку Марију Тересу Капдевила, коју сви зову Тете, глумила је уз нека од најпознатијих глумачких имена Шпаније, као што су Антонио Ресинес, Белен Руеда и Хесус Бониља. Током своје каријере, снимила је филмове Hipnos (2004), Los Recuerdos de Alicia (2005), Los Aires Difíciles (2006) и Los Totewackers (2007), мада су то углавном биле мање улоге.

### Певачица
Током снимања серије Серанови, 2005. године је настала група Санта Хуста Клан, скраћено СХК. Чланови групе су постали Наталија Санчез, Виктор Елијас, Адријан Родригез и Андрес де ла Круз. Снимили су два албума, А Toda Mecha (2005) и DPM (2006). Синглови са првог албума били су „A Toda Mecha” и „De 1 Al 10”, а са другог „Con Angelina Jolie Se Me Va La Olla”. Оба диска су постигла платинаст тираж у Шпанији, а сви концерти били су им распродати. Песме које Наталија сама пева су „Soy La Cana” и „Pienso En Ti” са првог албума, као и „Entre Munecas” и „Besame” са другог.
Тренутно, будућност групе је неизвесна. Наиме, Виктор Елијас је основао нову групу, The Folks. Такође, постоје гласине да ће Адријан Родригез снимити свој соло албум, и да то све ставља тачку на Санта Хуста Клан.
Ипак, по најновијим вестима, изгледа да група Санта Хуста Клан планира да изда нови албум, а да је Виктор снимио са групом The Folks само три песме да би им помогао да постану популарнији.

## Каријера

### Глума
- Los Totewackers (2007) … Ракел (филм)
- Los Aires Difíciles (2006) … Ћаро (филм)
- Los Recuerdos de Alicia (2005) … Алисија (филм)
- Hipnos (2004) … Девојчица (филм)
- Серанови (2003—2008) … Марија Тереса „Тете” Капдевила (телевизија)
- Periodistas (2002) (телевизија)
- Compañeros (2002) … Веро (телевизија)
- Clara y Elena (2002) (филм)